# Royal Straight Magic
Royal Straight Magic (estilizado em maiúsculas) é um EP da banda japonesa de visual kei e rock Exist Trace, lançado em 16 de novembro de 2016 com seis faixas pela gravadora Monster’s inc.

## Recepção
Alcançou a 150° posição nas paradas da Oricon Albums Chart.

## Turnê
A turnê de lançamento do álbum, “Survival March”, começou em novembro de 2016. Exist Trace performou junto com as bandas de rock Band-Maid, Last May Jaguar, Disqualia, Soundwitch e Galmet. A banda encerrou a turnê com três apresentações solo consecutivas intituladas “Royal Straight Magical Show” em Osaka em 17 de dezembro, Nagoia em 18 de dezembro e Tóquio em 9 de janeiro.

## Faixas[5]
| N.º            | Título                                                       | Compositor(es) | Duração |  |
| 1.             | "Psychedelic Black Night" (サイケデリック・ブラック・ナイト) | Miko           | 4:16    |  |
| 2.             | "Royal Straight Magic"                                       | Miko           | 3:56    |  |
| 3.             | "Yoake no Hikari" (夜明けの光)                               | Omi            | 4:27    |  |
| 4.             | "Kimi to Ame to Himitsu." (キミと雨と秘密。)                 | Miko           | 4:45    |  |
| 5.             | "Get Back"                                                   | Miko           | 3:55    |  |
| 6.             | "Sky"                                                        | Miko           | 4:52    |  |
| Duração total: | Duração total:                                               | Duração total: | 26:14   |  |

## Ficha técnica
- Jyou - vocais
- Omi - guitarra
- Miko - guitarra
- Naoto - baixo
- Mally - bateria